# Ernestina López
Elvira López, född 1879, död 1965, var en argentinsk feminist.  
Hon blev 1904 en av grundarna till Asociación de Mujeres Universitarias Argentinas, en pionjärorganisation inom den argentinska kvinnorörelsen som blev känd för sin kampanj för kvinnlig rösträtt.